# Alberto di Gerusalemme
Alberto di Gerusalemme, al secolo Alberto Avogadro dei conti di Sabbioneta (Castel Gualtieri, 1149 – Acri, 14 settembre 1214), è stato vescovo e patriarca, fondatore della regola dei carmelitani, ed è venerato come santo dalla Chiesa cattolica.

## Biografia
Nato a Castrum Gualterii (attuale corte del Gualtirolo) diocesi di Parma.  Proveniente da una famiglia francese di origine nobiliare, divenne Canonico regolare di Santa Croce di Mortara e fu anche priore claustrale della Mortariensis Ecclesia dal 1180 al 1184.
Nominato vescovo di Bobbio per un anno, poi trasferito a Vercelli dal 1185 al 1205, fu importante mediatore per la pace tra le città di Pavia e Milano nel 1194 e tra Parma e Piacenza nel 1199. Come vescovo si impegnò in materia di legislazione ecclesiastica e formulò lo statuto per i Canonici di Biella e la regola degli Umiliati.
Fu nominato Patriarca di Gerusalemme nel 1205 da papa Innocenzo III.
In Palestina dovette risiedere a San Giovanni d'Acri, capitale di Outremer da quando Gerusalemme era stata riconquistata da Saladino. 
Si impegnò attivamente per la pacifica convivenza tra le confessioni cristiane presenti nella regione, e tra queste e il mondo islamico.
Gli eremiti del monte Carmelo, tra il 1206 e il 1214, chiesero ad Alberto di scrivere una "norma di vita" (formula vitae). La regola fu poi approvata prima da papa Onorio III nel 1226 e confermata definitivamente come vera e propria Regula da papa Innocenzo IV il 1º ottobre 1247, con la bolla Quae honorem Conditoris.
Il 14 settembre 1214 Alberto fu pugnalato a morte durante la processione per la festa dell'Esaltazione della Santa Croce, da un altro religioso, il Gran Maestro dell'Ospedale del Santo Spirito, che egli aveva rimosso dall'incarico per cattiva condotta.
Viene ricordato dalla Chiesa cattolica il giorno 14 settembre; a Vercelli e fra i canonici regolari la festa è invece l'8 aprile (forse il giorno in cui diede la Regola agli eremiti), mentre l'ordine carmelitano e il Patriarcato latino di Gerusalemme lo festeggiano in varie altre date di settembre (16, 17, 25 e 26).